# 马营镇 (通渭县)
马营镇，是中华人民共和国甘肃省定西市通渭县下辖的一个乡镇级行政单位。

## 行政区划
马营镇下辖以下地区：
平安社区、东关村、马营村、西堡村、涧滩村、吕阳村、华川村、油坊村、双合村、长川村、花林村、三元村、营滩村、龙头村、邵滩村、瓦房村、黑燕村、小营村、兴旺村、大岘村、回岔村、结元村、陈坪村、石滩村、赤砂村、西山村、锦屏村、陈家坡村、六里村、堡子湾村、李家川村、黄家去村、大河村、三义村、白庄村和尖岗山村。